# 백로 (새)
백로(白鷺, egret)는 왜가리과에 속하는 일부 새를 총칭하는 말이다. 키는 30-140cm 정도로 종에 따라 차이가 크며 몸은 작은 데 비해 머리와 다리가 매우 길다. 날개는 발달했고 날개 면적은 몸무게에 비하여 크며 날개를 서서히 흔들어 날 수 있다. 꼬리는 작다.  몸빛깔은 암수가 비슷하며 백색·갈색·회색·청색 등이 있고 얼룩무늬가 있는 것도 있다. 목과 다리가 길어 얕은 곳에서 물고기를 잡아먹는 것과 다리가 짧아 물가에서 물고기를 기다리는 것이 있다. 물고기 이외에도 가재·개구리·곤충 등을 먹는다.  해안 부근의 삼림·소택지·갈대밭 등에서 서식한다. 무리를 지어 번식하며 먹이를 구할 때는 단독으로 행동한다. 둥지는 나뭇가지를 쌓아 조잡하게 짓고 그곳에 청록색 또는 백색의 알을 3-7개 낳는다. 17-28일 정도 알을 품고 새끼는 어미가 토해 낸 먹이로 자란다. 부화하여 둥지를 떠나기까지 대형종이 60일, 소형종이 20-25일이다. 극지방을 제외한 전 세계에 널리 분포하는데, 전 세계에 약 68종이 알려져 있으며 한국에는 15종이 알려져 있다.

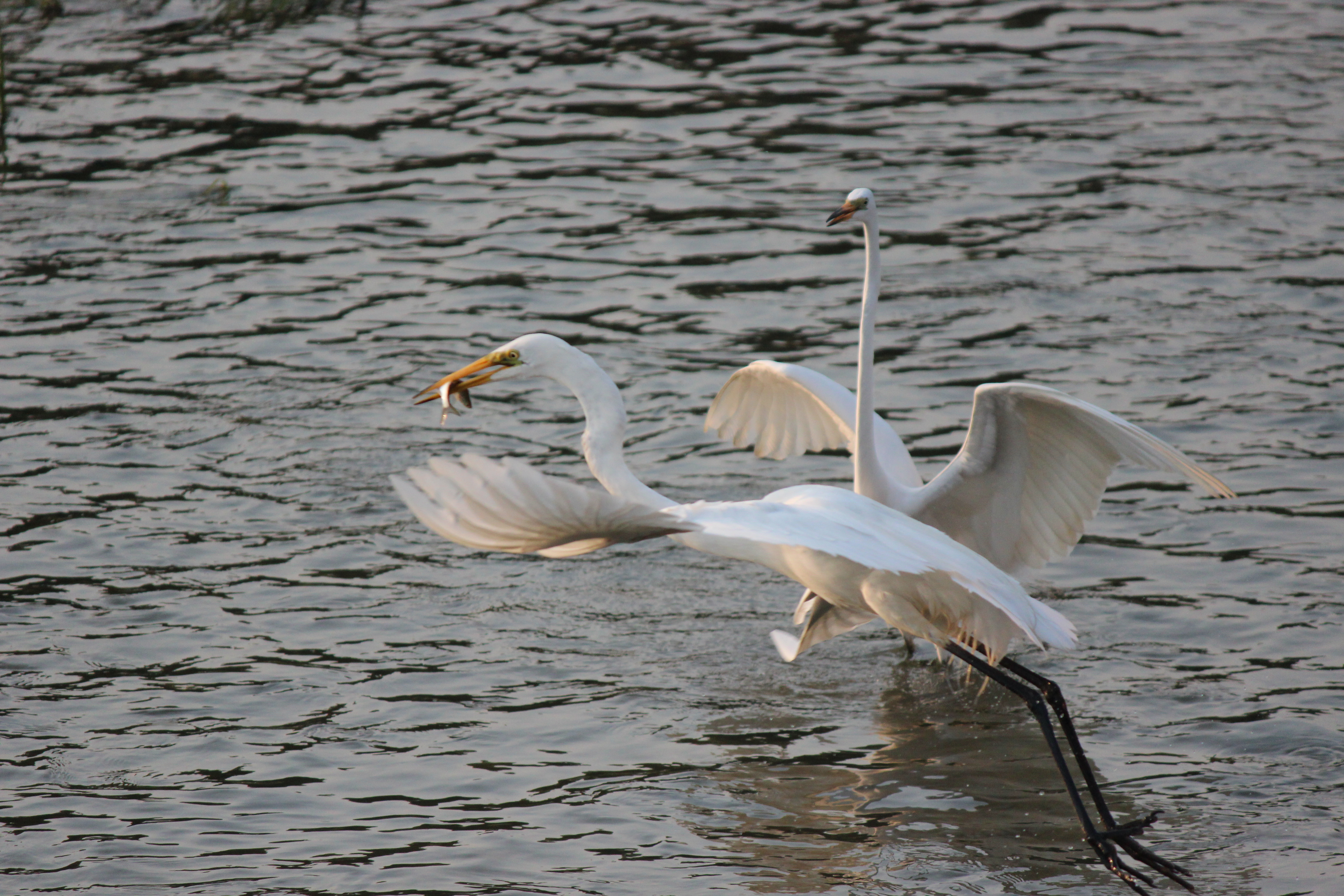
잡은 물고기를 뺏으려는 백로, 기흥저수지 상류

## 포함 종
- 백로속 (Egretta) - 노랑부리백로, 흑로, 쇠백로, 스노이백로 등
- 왜가리속 (Ardea) - 대백로, 중대백로, 왜가리 등
- 황로속 (Bubulcus) - 유일종 황로
- Mesophoyx

## 참고 자료
- 이 문서에는 다음커뮤니케이션(현 카카오)에서 GFDL 또는 CC-SA 라이선스로 배포한 글로벌 세계대백과사전의 내용을 기초로 작성된 글이 포함되어 있습니다.